# ردگیری به هنگام جستجو
ردگیری به هنگام جستجو (TWS) حالتی از عملکرد رادار هواپیما است که در آن قسمتی از قدرت رادار برای تعقیب هدف و قسمتی از قدرت رادار برای جستجوی هدف به کار می‌رود. این حالت بر خلاف حالت تعقیب ساده است که در آن همه قدرت رادار برای برای تعقیب هدف به کار می‌رود. در حالت ردگیری به هنگام جستجو رادار توانایی هدفگیری اهداف دیگر را دارد، درحالیکه موقعیت هوایی آسمان را نیز تحت نظر دارد. همچنین دراین حالت شناخت بهتری از موقعیت موجود وجود دارد.

## منبع
- مشارکت‌کنندگان ویکی‌پدیا. «Track while scan». در دانشنامهٔ ویکی‌پدیای انگلیسی، بازبینی‌شده در ۴ اوت ۲۰۰۹.